# Сретен Петровић
Сретен Петровић (Сврљиг, 3. фебруар 1940 — Београд, 3. јул 2022) био је српски филозоф, културолог и научник, редовни професор естетике Филолошког факултета у Београду.

## Биографија
Студирао је филозофију на Филозофском факултетету у Београду. Од 1969. године радио је на Филолошком факултету у Београду, где 1982. године добија звање редовног професора. Предавао је Културологију, Увод у естетику и Културну историју Срба. Докторску титулу добио је 1971. године за тезу о Шелинговој естетици, митологији и филозофији. Као гостујући професор предавао је и на Љубљанском универзитету (1975—1978), на Филозофском факултетету у Нишу (1971—1981), на Филозофском факултету у Београду, као и на Факултету драмских уметности у Београду, где је од 1985. до 1988. предавао Естетику.
Био је члан AICA, главни и одговорни уредник часописа Етно-културолошки зборник, члан редакције Речника појмова из ликовне уметности при САНУ.
За свој научни рад добио је признања: Веселин Маслеша у Сарајеву 1989. године, награду Савеза југословенских издавача 1989. године, Лаза Костић у Новом Саду 1997. године. Најзначајним његовим делом сматра се Културологија, издата у Београду 2000. године.
Био је председник управног одбора Етно-културолошке радионице основане 1994. у Сврљигу.

## Дела

### Филозофија, социологија и психологија уметности
- 1972. Естетика и идеологија. Увод у метаестетику. Београд: Вук Караџић
- 1972. Негативна естетика. Шелингово место у естетици немачког идеализма. Ниш: Градина
- 1972. Увод у античку реторику. Ниш: Градина
- 1975. Естетика и социологија. Београд: Идеје
- 1975. Реторика. Теоријско и историјско разматрање. Ниш: Градина
- 1979. Савремена социологија уметности. Београд: Привредни преглед
- 1979. Марксистичка естетика. Критика естетичког ума. Београд: БИГЗ
- 1983. Марксистичка критика естетике. Београд: Просвета
- 1986. Метафизика и психологија слике. Београд: Просвета/Ниш: Градина
- 1989. Уметност и симболичке форме. Сарајево: Логос
- 1989. Боја и савремено српско сликарство. Београд/Ниш: Удружени издавачи
- 1994. Естетика. Београд: Чип штампа
- 1995. Реторика. Теорија - Историја - Пракса. Београд: Савремена администрација
- 1997. Кич као судбина. Нови Сад: Матица српска
- 2006. Деконструкција естетике: Увод у онтологију стваралачког чина. Бања Лука: Књижевна задруга
- 2016. Естетика у доба антиуметности, Београд, Дерета
- 2019. Естетика и доживљај, Београд, Дерета

### Антропологија, културологија и митологија
- 1991. Култура и уметност. Ниш: Просвета
- 1992. Митологија, магија и обичаји. Културна историја Сврљига, I. Ниш: Просвета
- 1993. Митологија раскршћа. Ниш: Просвета
- 1993. Увод у културу Срба. Ниш: Просвета
- 1995. Митологија - Култура - Цивилизација. Београд: Чип штампа / Лела
- 1997. Култура и цивилизација. Београд: Лела
- 1997. Митологија Срба. Ниш: Просвета
- 1999. Систем српске митологије. Ниш: Просвета
- 2004. Српска митологија у веровању, обичајима и ритуалу. Београд: Народна књига
- 2006. Успон Сврљига између два светска рата 1919-1941. Сврљиг: Етно-културолошка радионица